# Chiara Caselli

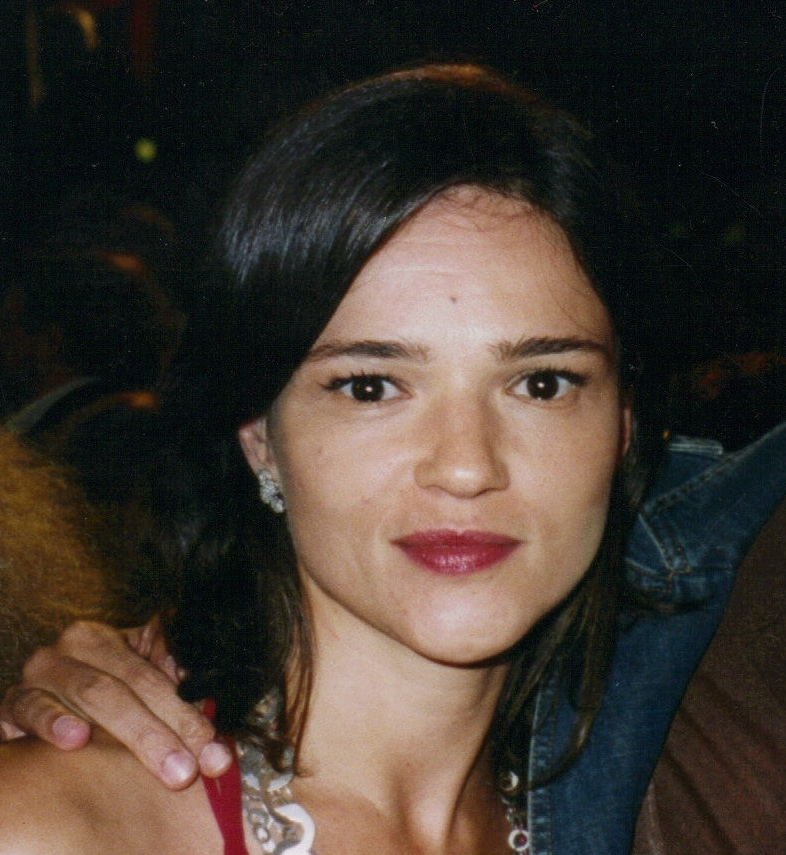
Chiara Caselli (2002)

Chiara Caselli (* 7. Mai 1967 in Bologna) ist eine italienische Schauspielerin.

## Leben
Caselli nahm Schauspielunterricht in ihrer Heimatstadt, besuchte mit Dominic De Fazio das Actors Studio und spielte Theater am „Teatro Stabile“ in Bologna. Sie debütierte bei Franco Masellis Kinofilm Il segreto 1989. Zwei Jahre zuvor hatte sie bereits beim Fernsehen gespielt. Sie entwickelte sich schnell zu einer international gefragten Darstellerin, die in Frankreich, den Vereinigten Staaten (mit ihrem Durchbruch in My Private Idaho) und in ihrer Heimat ihre Fähigkeiten zeigen konnte. Dabei wurde die kleingewachsene Frau mit kantigem hellem Gesicht, schwarzen Augen und verstörender Lieblichkeit von der Kritik besonders gelobt für ihre Arbeit in Marco Tullio Giordanas La neve sul fuoco, im letzten Film Michelangelo Antonionis und Liliana Cavanis Einmal dein Lachen hören, für welche Interpretation sie u. a. den Nastro d’Argento gewann. Internationale Rollen spielte Caselli unter Gus Van Sant, Jaco Van Dormael und Julien Donada. Weiterhin zeigt sie aber eine Vorliebe für Autorenfilmer und italienische Regisseure.
Neben ihrer schauspielerischen Karriere wirkte Caselli auch als Regisseurin von Kurzfilmen (für den ersten, Per sempre, erhielt sie erneut einen Nastro d’Argento) und als Fotografin. Als solche war sie 2011 bei der Biennale di Venezia vertreten.

## Filmografie (Auswahl)
- 1987: Il commissario Corso (Fernseh-Miniserie)
- 1989, 1992: Das Nest (Fernsehserie)
- 1990: Das Jahr des Erwachens (L'année de l'eveil)
- 1990: My Private Idaho (My Own Private Idaho)
- 1992: Nero
- 1993: Einmal dein Lachen hören (Dove siete? Sono qui)
- 1995: Jenseits der Wolken (Al di là delle nuvole)
- 1997: Unser kleiner Engel (Il nostro piccolo angelo)
- 1998: Vivero Letter – Der Fluch des Schatzes (The Vivero Letter)
- 1999: Junta (Garaje olimpio)
- 2001: Sleepless (Non ho sonno)
- 2002: Ripley’s Game
- 2004: Johannes XXIII. – Für eine Welt in Frieden (Il papa buono)
- 2008: Birdwatchers – Das Land der roten Menschen (Birdwatchers – La terra degli uomini rossi)
- 2009: Der Vater meiner Kinder (Le Père de mes enfants)
- 2016: Molly Bloom (Kurzfilm)
- 2017: Gli asteroidi
- 2019: Il signor Diavolo
- 2021: Lei mi parla ancora
- 2021: Il mostro della cripta